# Кос борбени поредак
Кос борбени поредак је посебан облик борбеног поретка пешадије, чији је идејни творац тебански војсковођа Епаминонда. Примењен је први пут у бици код Леуктре 371. п. н. е. а потом и бици код Мантинеје 362. п. н. е. Карактерише га распоред ударне колоне у више врста, при чему је она постројена у више колона степенасто уназад. Тиме је одабраном тежишту (левом или десном крилу) дато веће бојно преимућство у односу на остатак борбеног поретка. Након тога, није се примењивао готово 20. векова, све до Фридриха II Великог, који га је спровео по први и последњи пут у бици код Лојтена.